# Разложки въглищен басейн
Разло̀жкият въ̀глищен басѐйн е разположен в Разложката котловина, северозападната част на Местенското понижение.
Подложката му е изградена от високометаморфни скали, палеозойски гранити и палеогенски конгломерати. Състои се от четири задруги въгленосни наслаги. Най-долната задруга е с дебелина 20 – 100 m, възрастта и е от горния миоцен. Изградена е от конгломерати с лещи от пясъци и от пясъчници. Над нея е разположена въгленосна задруга, която е с дебелина 100 – 200 m, възрастта ѝ е от горния миоцен. Изградена е от редуващи се пясъчници, глинести пясъчници, песъчливо-алевритови глини и диатомити, вътрешни аргилити, а в долната част са разположени въглищни пластове, като са установени два от четирите пласта с дебелина над 1 m. Въглищата са кафяви, матови. Другите две задруги, разположени над тях, са изградени от конгломерати, пясъчници и глинести пясъчници. Наклона на въгленосните пластове е 5 – 15°. Те са отложени в границите на грабенова структура.